# Kuvansi
Kuvansi är en sjö i Finland. Den ligger i kommunerna Suonenjoki och Leppävirta i landskapet Norra Savolax, i den centrala delen av landet, 290 km nordost om huvudstaden Helsingfors. Kuvansi ligger 98,5 meter över havet. Den är 41 meter djup. Arean är 16,03 kvadratkilometer och strandlinjen är 105,28 kilometer lång. Sjön  ingår i Vuoksens huvudavrinningsområde. 